# Koichi Hashiratani
Koichi Hashiratani (n. 1 martie 1961) este un fost fotbalist japonez.

## Statistici
| Japonia | Japonia | Japonia |
| An      | Meciuri | Goluri  |
| ------- | ------- | ------- |
| 1981    | 9       | 0       |
| 1982    | 3       | 0       |
| 1983    | 1       | 0       |
| 1984    | 5       | 1       |
| 1985    | 9       | 2       |
| 1986    | 2       | 0       |
| Total   | 29      | 3       |